# Danny Chauncey

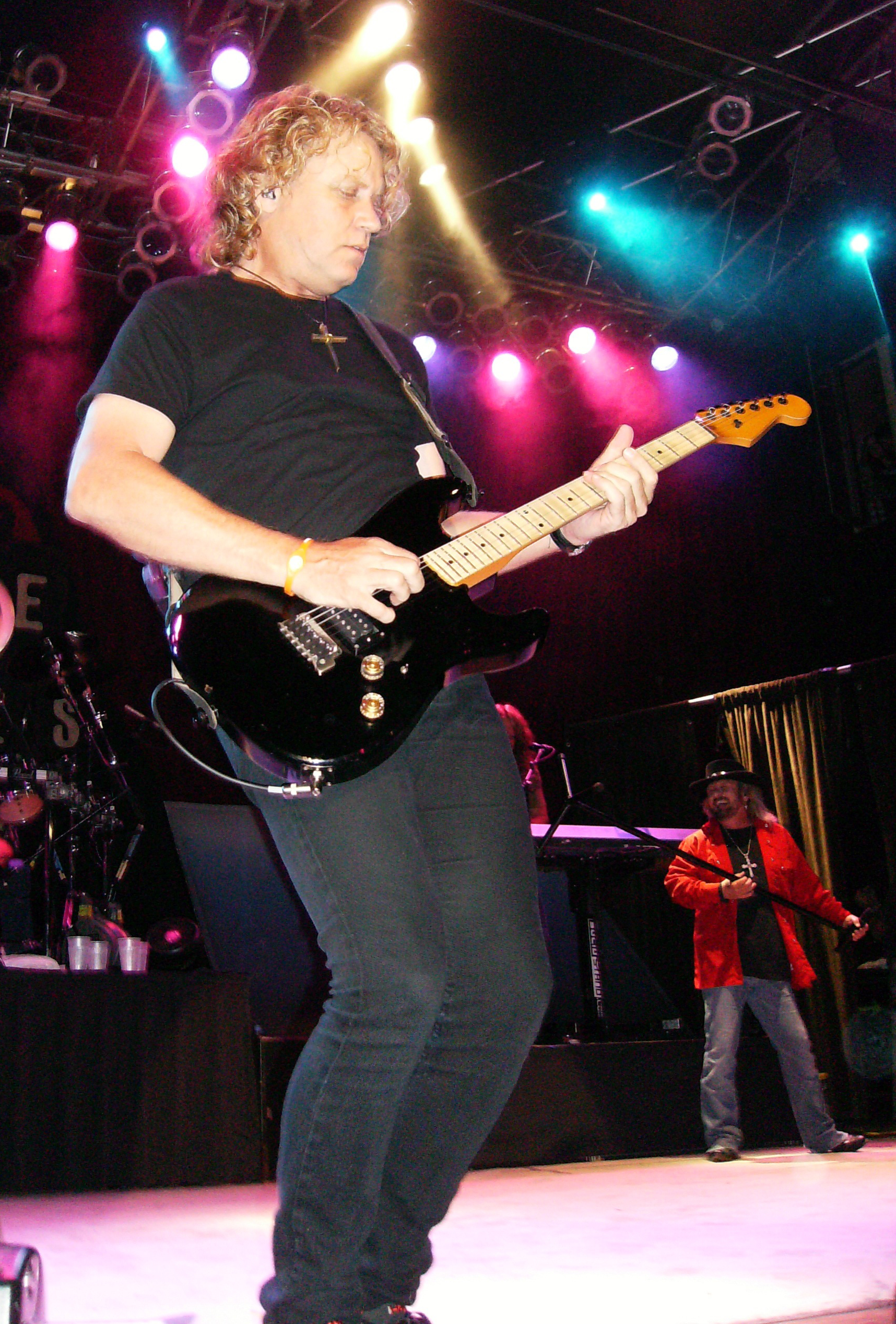
Danny Chauncey bei einem Konzert im House of Blues, Myrtle Beach, SC, 21. Mai 2011

Danny Chauncey (* 19. Juni 1956 in San Francisco) ist ein US-amerikanischer Southern-Rock-Gitarrist und -Sänger und seit 1987 Mitglied der Band 38 Special. Er ist zudem Songwriter.

## Leben
Chauncey wuchs in Alameda County, Kalifornien, auf. Dort besuchte er die Alameda High School. Sein erstes Instrument war eine Stella 6-Saiten-Cowboy-Gitarre. Seine erste elektrische Gitarre war eine rote Gibson SG mit einem Fender 50w Super Reverb-Verstärker.
Bevor er als Gitarrist – im Verbund mit Max Carl, der die Gesangsparts übernahm – Don Barnes in der Band 38 Special ersetzte, war Chauncey von 1983 bis 84 Gitarrist und Keyboarder der Oaklander Band Billy Satellite, mit der er das gleichnamige Album aufnahm, das die Billboard Album-Charts erreichte. Die beiden Singles Satisfy Me und I Wanna Go Back, die Chauncey mit seinen Bandkollegen Monty Byron und Ira Walker geschrieben hatte, erreichten im Jahr 1984 die Plätze 64 bzw. 78 der Billboard Hot 100-Charts. Letzterer Song wurde 1985 von Gregg Rolie auf seinem Solo-Debütalbum gecovert und erreichte 1986 in der Interpretation von Eddie Money Platz 14 der Billboard-Charts.
Mit seinem High-School-Freund Brad Gillis, anderen Mitgliedern von Night Ranger und Gregg Allman spielte er von 1979 bis 1986 außerdem regelmäßig live als Alameda All Stars. Chauncey wirkte später auch bei Allmans Band Gregg Allman and Friends und Bertie Higgins’ Album Island Bound (2003) mit.